# آوشار پایین
آوشار پایین (به لاتین: Aşağı Avşar) یک منطقه مسکونی در جمهوری آذربایجان است که در شهرستان آغجه‌آباد واقع شده است. آوشار پایین ۱۹۰۰ نفر جمعیت دارد.